# Rouslan Mourachov
Rouslan Mourachov (en russe : Руслан Николаевич Мурашов), née le 29 décembre 1992 à Voskressensk dans l'oblast de Moscou, est un patineur de vitesse russe plutôt spécialiste du sprint.
Aux championnats du monde simple distance, il monte plusieurs fois sur le podium : second en 2016 à Kolomna, troisième en 2017 à Gangneung puis obtient le titre en 2019 à Inzell.